# Psittacanthus irwinii
Psittacanthus irwinii är en tvåhjärtbladig växtart som beskrevs av C.T Rizzini. Psittacanthus irwinii ingår i släktet Psittacanthus och familjen Loranthaceae. Inga underarter finns listade i Catalogue of Life.